# Богатырёво (платформа)
Богатырёво (или О.п. 2275 км) — остановочный пункт Северо-Кавказской железной дороги в Дагестане. Располагается на участке Кизил-Юрт — Махачкала II — Порт.

## Пригородное сообщение
На платформе «О.п. 2275 км» (в служебных расписаниях движения пригородных поездов Северо-Кавказской железной дороги с 2008 года остановочный пункт Богатырёво обозначается как «О.п. 2275 км ПК 6») имеют остановку 2 пары электропоездов маршрута Махачкала — Хасав-Юрт ежедневно.

## История
Свою историю остановочный пункт ведёт от разъезда Коркмасовка, сооружённого на рубеже 1920-х — 1930-х годов между станциями Шамхал и Махачкала I — Сортировочная сильно загруженной однопутной линии Гудермес — Баладжары, являвшейся на тот момент единственным железнодорожным путём, связывающим Европейскую часть РСФСР с Закавказьем. Название новому разъезду было присвоено в честь революционера Джелал-эд-Дина Коркмасова. В 1937 году разъезд был переименован в Богатырёво в память о другом революционере — Алибеке Богатырёве.
Согласно данным справочника «Железнодорожные станции СССР» (Архангельский А. С., Архангельский В. А. Железнодорожные станции СССР. Справочник. — М.: Транспорт, 1981. — Т. 1. — С. 61.) датой открытия разъезда является 1936 год. Однако эта информация не является достоверной, так как разъезд Коркмасовка уже присутствует в официальных расписаниях движения пассажирских поездов более раннего периода, например в расписании зимнего периода 1932-33 гг. и в расписании зимнего периода 1934-35 гг.
К июню 1941 года на всём протяжении участка Гудермес — Махачкала был проложен второй путь, однако Богатырёво было сохранено в качестве раздельного пункта из-за сохранявшейся загруженности линии Гудермес — Баладжары вследствие того, что значительный участок этой линии (от станции Тарки до Сумгаита) ещё оставался однопутным.
После прокладки во второй половине 1950-х годов второго пути на всём протяжении линии между Гудермесом и Дербентом необходимость раздельного пункта в данном месте дороги отпала. К июню 1961 года путевое развитие было разобрано и Богатырёво приобрело статус остановочного пункта на перегоне Шамхал — Махачкала I — Сортировочная.
В 1977 году перегон Шамхал — Махачкала I — Сортировочная был электрифицирован переменным током напряжением 25 кВ в рамках электрификации участка Червлённая-Узловая — Махачкала.